# Krister Andersson (teolog)
Krister Andersson, född 1948, är en svensk samfundsledare. Han är sedan 2004 generalsekreterare i det ekumeniska Svenska Bibelsällskapet. Han har tidigare under lång tid varit verksam i Svenska Missionskyrkan (tidigare Svenska Missionsförbundet) som missionär i Kongo-Brazzaville 1973-85, utredningssekreterare 1987-90, samfundssekreterare 1990-93 och missionsföreståndare 1993-2004. Krister Andersson har också varit ledamot eller ordförande i bland annat Sveriges Kristna Råd, Sveriges Frikyrkosamråd, World Alliance of Reformed Churches European Area Commission och International Federation of Free Evangelical Churches.